# EuroEyes Cyclassics 2019
La 24.ª edición de la clásica ciclista EuroEyes Cyclassics se celebró en Alemania el 25 de agosto de 2019 sobre un recorrido de 216,7 km. por los alrededores de la ciudad de Hamburgo.
La carrera formó parte del UCI WorldTour 2019, siendo la trigésima tercera competición del calendario de máxima categoría mundial, y fue ganada por el italiano Elia Viviani del Deceuninck-Quick Step. Completaron el podio, como segundo y tercer clasificado respectivamente, el australiano Caleb Ewan del Lotto Soudal y el también italiano Giacomo Nizzolo del Dimension Data.

## Equipos participantes
Tomaron parte en la carrera 20 equipos: los 18 de categoría UCI WorldTeam, los cuales asistieron por derecho propio, y 2 de categoría Profesional Continental, formando así un pelotón de 140 ciclistas de los que acabaron 122. Los equipos participantes fueron:
| WorldTeams (18)- AG2R La Mondiale - Astana - Bahrain-Merida - Bora-hansgrohe - CCC Team - Deceuninck-Quick Step - Dimension Data - EF Education First - Groupama-FDJ - Team Jumbo-Visma - Trek-Segafredo - Lotto Soudal - Mitchelton-Scott - Movistar Team - Ineos - Team Sunweb - UAE Team Emirates - Katusha-Alpecin Equipos continentales profesionales (2)- Arkéa-Samsic - Gazprom-RusVelo |
| |

## Clasificación final
- La clasificación finalizó de la siguiente forma:[2]

### Clasificación general
| \| Clasificación general \| Clasificación general \| Clasificación general \| Clasificación general \| Clasificación general \| \| Ciclista \| Ciclista \| Equipo \| Tiempo \| \| \| --------------------- \| --------------------- \| --------------------- \| --------------------- \| --------------------- \| \| 1.º \| Elia Viviani \| Deceuninck-Quick Step \| 4 h 47 min 27 s \| \| \| 2.º \| Caleb Ewan \| Lotto-Soudal \| + 0 s \| \| \| 3.º \| Giacomo Nizzolo \| Dimension Data \| + 0 s \| \| \| 4.º \| Alexander Kristoff \| UAE Team Emirates \| + 0 s \| \| \| 5.º \| Mike Teunissen \| Team Jumbo-Visma \| + 0 s \| \| \| 6.º \| Peter Sagan \| Bora-Hansgrohe \| + 0 s \| \| \| 7.º \| Matteo Trentin \| Mitchelton-Scott \| + 0 s \| \| \| 8.º \| Arnaud Démare \| Groupama-FDJ \| + 0 s \| \| \| 9.º \| Sonny Colbrelli \| Bahrain-Merida \| + 0 s \| \| \| 10.º \| Oliver Naesen \| AG2R La Mondiale \| + 0 s \| \| |                    |                       |                 |
| |                    |                       |                 |
| Fuente: ProCyclingStats |                    |                       |                 |
| Clasificación general |                    |                       |                 |
| Ciclista | Ciclista           | Equipo                | Tiempo          |
| 1.º | Elia Viviani       | Deceuninck-Quick Step | 4 h 47 min 27 s |
| 2.º | Caleb Ewan         | Lotto-Soudal          | + 0 s           |
| 3.º | Giacomo Nizzolo    | Dimension Data        | + 0 s           |
| 4.º | Alexander Kristoff | UAE Team Emirates     | + 0 s           |
| 5.º | Mike Teunissen     | Team Jumbo-Visma      | + 0 s           |
| 6.º | Peter Sagan        | Bora-Hansgrohe        | + 0 s           |
| 7.º | Matteo Trentin     | Mitchelton-Scott      | + 0 s           |
| 8.º | Arnaud Démare      | Groupama-FDJ          | + 0 s           |
| 9.º | Sonny Colbrelli    | Bahrain-Merida        | + 0 s           |
| 10.º | Oliver Naesen      | AG2R La Mondiale      | + 0 s           |

## UCI World Ranking
La EuroEyes Cyclassics otorgó puntos para el UCI World Ranking para corredores de los equipos en las categorías UCI WorldTeam, Profesional Continental y Continental. Las siguientes tablas son el baremo de puntuación y los 10 corredores que obtuvieron más puntos:
| Posición              | 1.º | 2.º | 3.º | 4.º | 5.º | 6.º | 7.º | 8.º | 9.º | 10.º | 11.º | 12.º | 13.º | 14.º | 15.º | 16.º-20.º | 21.º-30.º | 31.º-50.º | 51.º-55.º | 56.º-60.º |
| Clasificación general | 400 | 320 | 260 | 220 | 180 | 140 | 120 | 100 | 80  | 68   | 56   | 48   | 40   | 32   | 28   | 24        | 16        | 8         | 4         | 2         |

| Clasificación |                    |                       |        |
| Ciclista      | Ciclista           | Equipo                | Puntos |
| ------------- | ------------------ | --------------------- | ------ |
| 1.º           | Elia Viviani       | Deceuninck-Quick Step | 400    |
| 2.º           | Caleb Ewan         | Lotto Soudal          | 320    |
| 3.º           | Giacomo Nizzolo    | Dimension Data        | 260    |
| 4.º           | Alexander Kristoff | UAE Emirates          | 220    |
| 5.º           | Mike Teunissen     | Jumbo-Visma           | 180    |
| 6.º           | Peter Sagan        | Bora-Hansgrohe        | 140    |
| 7.º           | Matteo Trentin     | Mitchelton-Scott      | 120    |
| 8.º           | Arnaud Démare      | Groupama-FDJ          | 100    |
| 9.º           | Sonny Colbrelli    | Bahrain Merida        | 80     |
| 10.º          | Oliver Naesen      | AG2R La Mondiale      | 68     |